# Heinrich Larisch von Moennich

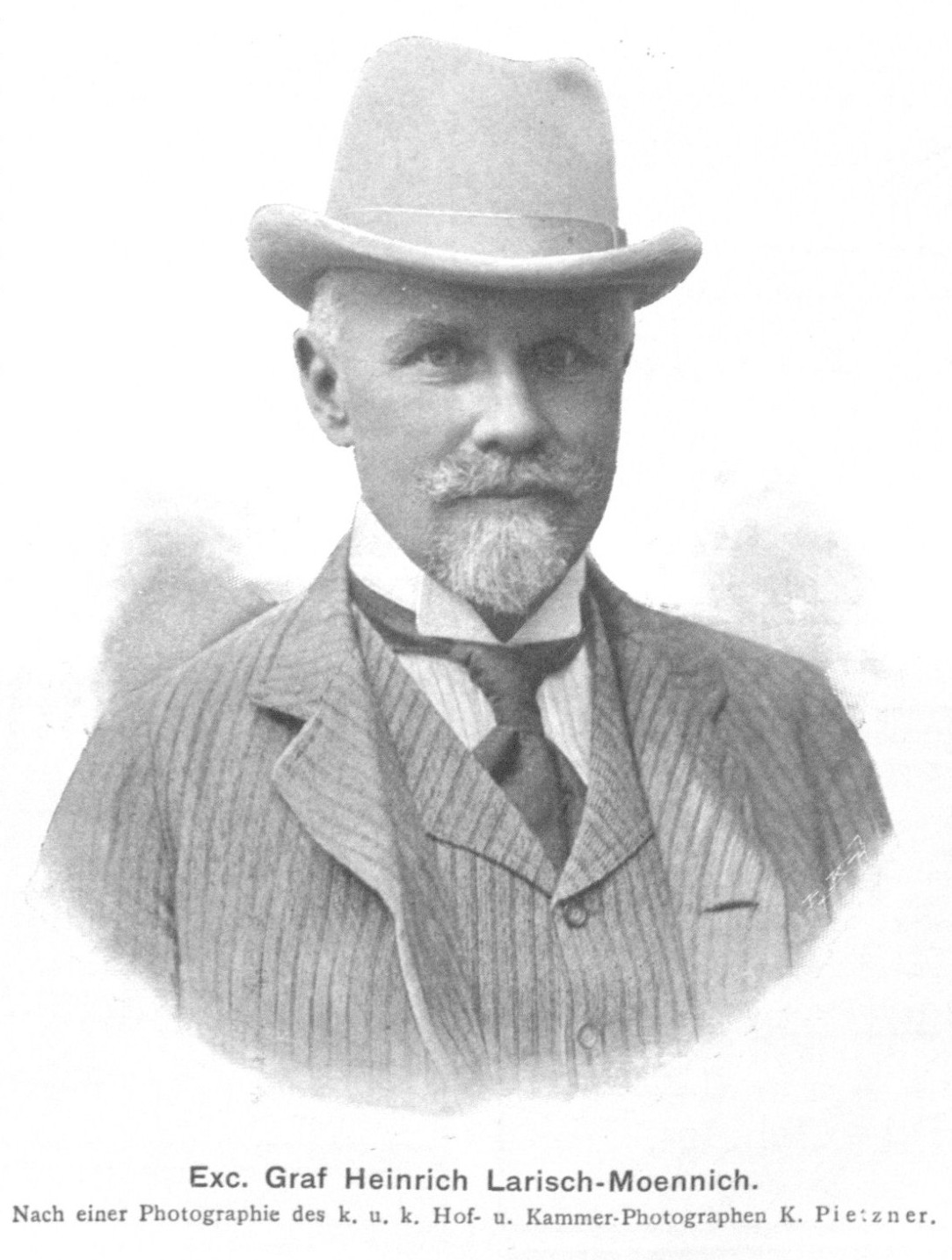
Heinrich Graf Larisch von Moennich

Graf Heinrich Larisch von Moennich (* 13. Februar 1850 in Ebelsberg, Oberösterreich; † 8. Dezember 1918 auf Schloss Solza bei Karwin) war ein österreichischer Industrieller und Politiker.

## Leben und Familie
Heinrich Graf Larisch von Moennich entstammte einer uradeligen schlesischen Familie, die sowohl im preußischen wie im österreichischen Teil Schlesiens ansässig und begütert war. Er gehörte dem österreichischen Zweig und dem Ast Karwin der Familie an, die bereits 1664 in den böhmischen Freiherrnstand und 1748 in den böhmischen Grafenstand erhoben worden war.  Seine Eltern waren der spätere österreichische Finanzminister Johann Graf Larisch von Moennich (1821–1884) und dessen Ehefrau Franziska von Kraft (* 17. Mai 1829).

## Familie

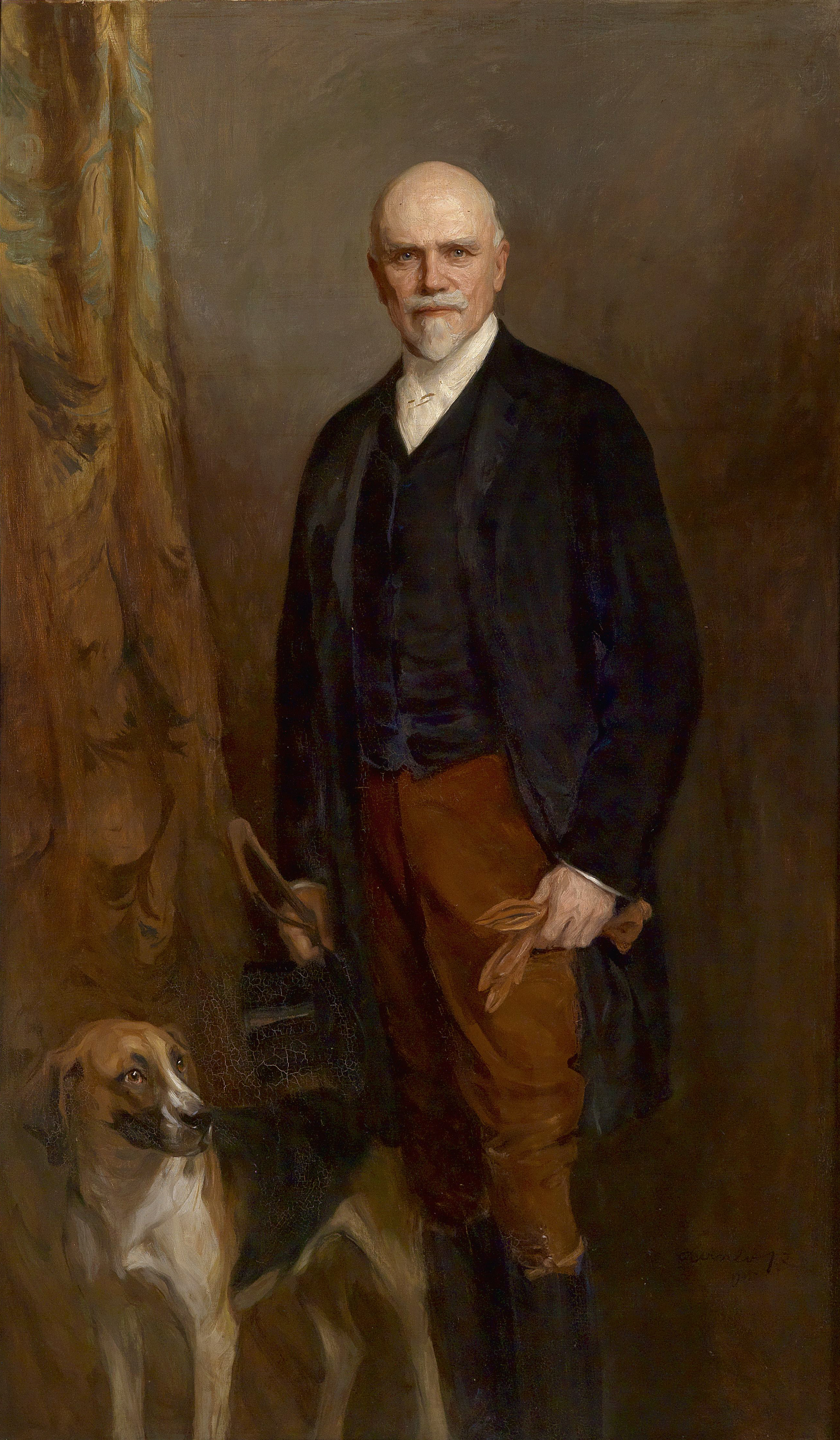
Heinrich Graf Larisch von Moennich (von Philip de László (1905))

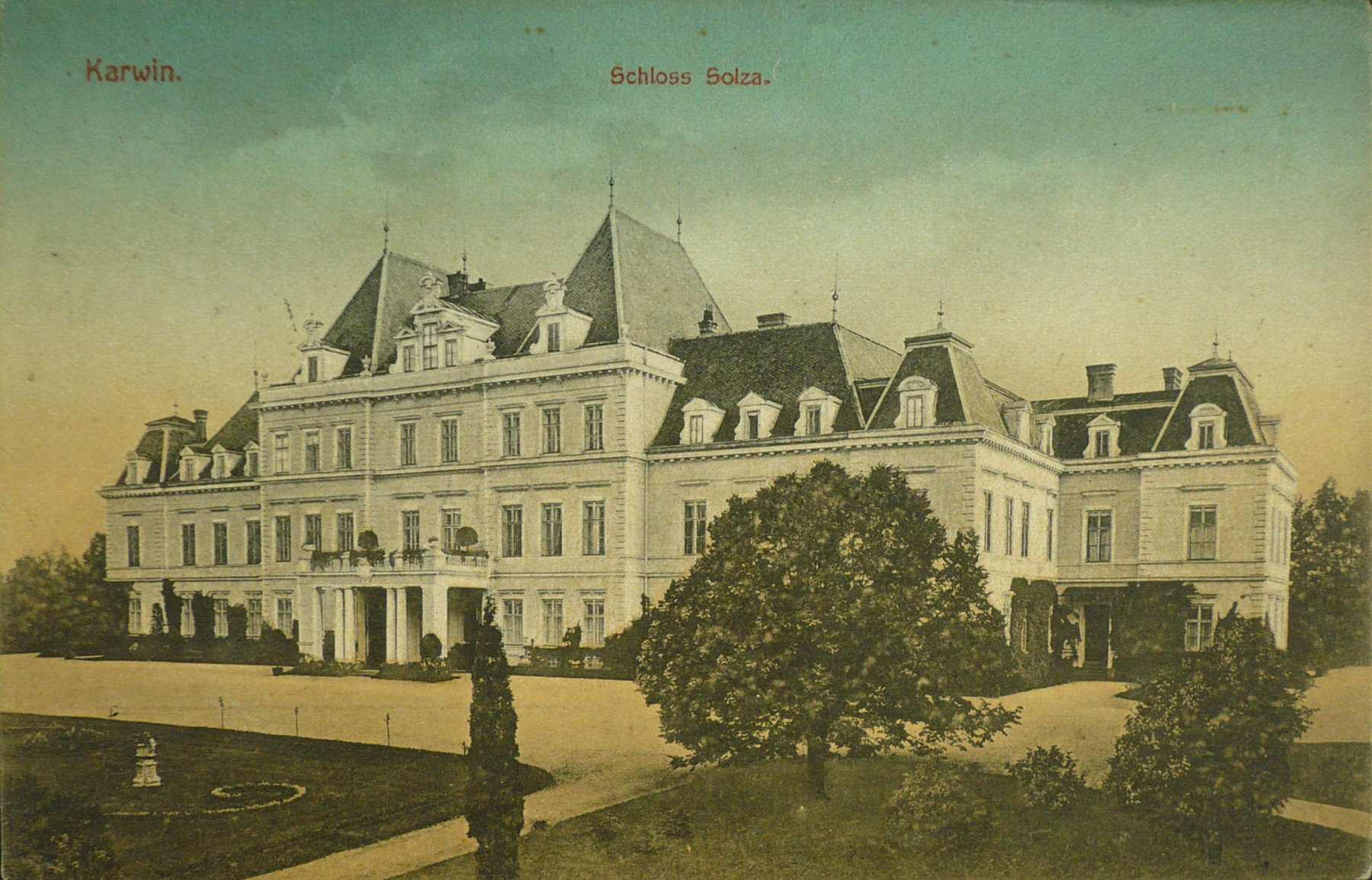
Schloss Solza in Karwin

Er heiratete 1871 eine Cousine, Henriette Gräfin Larisch von Mönnich (1853–1916). Das Paar hatte folgende Kinder:
- Johann Heinrich Franz Maria (* 6. Oktober 1872) ⚭ 1912 Olivia Fitz Patrick (* 1894)
- Franziska Henriette Johanna Maria (* 2. September 1873)
- Friedrich Eugen Maria (* 23. Jänner 1875) ⚭ 1902 Marie Gräfin von Beroldingen (* 1881)
- Heinrich Johann Franz Maria (* 20. Juli 1878)
- Eleonore Marie Henriette Ernestine (* 6. Juni 1888) ⚭ 1910 Eugen Graf von Ledebur-Wicheln (1873–1945)

## Berufliche und politische Laufbahn
Heinrich Graf Larisch erbte nicht nur zahlreiche Güter in Österreichisch-Schlesien (außer Karwin auch Steinau, Albersdorf und Tzerlitzko), sondern war auch noch Fideikommissherr auf Freistadt, Deutsch-Leuten, Marklowitz, Piersna, Oderberg, Ober- und Niederseibersdorf, Schönhof, Roy und Ernsdorf, alle ebenfalls im österreichischen Teil Schlesiens gelegen. Darüber hinaus war er Fideikommissherr auf Bluschczan und Rogau im Kreis Ratibor, ferner Gutsherr auf Klein-Gorschütz, Lazisk und Godow, alle in Preußisch-Schlesien gelegen. Zu den ererbten landwirtschaftlichen Besitzungen kamen zahlreiche gewerbliche Betriebe hinzu, namentlich ertragreiche Kohlenzechen. Er widmete sich besonders dem Ausbau der Kohlengruben durch Verbesserung der technischen Ausrüstung, vermehrte die Schächte und errichtete eine Koksanlage. Er hatte eigene Elektrizitätswerke und nahm die erste elektrische Förderanlage in Betrieb. Auf diese Weise verdreifachte er die Kohleförderung und die Koksproduktion.
Neben einer von seinem Großvater, dem Grafen Heinrich Larisch von Moennich (1793–1859), geerbten Zinkweißfabrik in Peterwald gründete er 1852 auch eine Sodafabrik. Da er sich nicht nur um seine eigenen Kohlengruben kümmerte, sondern ganz allgemein den Kohlenbergbau in Österreich förderte,  wurde er 1890 zum Präsidenten des Vereins der Montan-Eisen- und Maschinenindustriellen in Österreich gewählt. 1897 war er Mitbegründer des Zentralvereins der Bergwerksbesitzer Österreichs, dessen Präsident er bis zu seinem Tode 1918 blieb.
Neben seinen wirtschaftlichen Aktivitäten war er auch politisch engagiert. Zunächst erbte er von seinem Vater 1884 dessen erblichen Sitz im Herrenhaus des österreichischen Reichsrates. Im selben Jahr wurde er auch gewähltes Mitglied des Schlesischen Landtages und ab 1886 Landeshauptmann des österreichischen Herzogtums Schlesien.
Bei der Vielzahl seiner  wirtschaftlichen und politischen Tätigkeiten blieb es nicht aus, dass ihm zahlreiche Ehrungen zuteilwurden. So wurde er 1879 K.u.K. Kämmerer, 1889 Geheimrat, Präsident der österreichisch-schlesischen land- und forstwirtschaftlichen Gesellschaft und Ehrenritter des Souveränen Malteser-Ritterordens.
Er starb am 8. Dezember 1918 auf Schloss Solza bei Karwin in der am 28. Oktober 1918 gegründeten Tschechoslowakischen Republik.